# Gigi Hadid
Jelena Noura "Gigi" Hadid (Los Angeles, 23 april 1995) is een Amerikaans fotomodel en televisiepersoonlijkheid. Ze is de oudere zus van Bella Hadid en Anwar Hadid. Haar ouders zijn Yolanda Hadid en Mohamed Hadid. 

## Persoonlijk
Hadid is de dochter van de Nederlandse Yolanda Hadid, die ook als fotomodel werkte. Haar vader is de Palestijnse projectontwikkelaar Mohamed Hadid. Ze heeft één jongere zus, model Bella Hadid en een jongere broer Anwar Hadid. Hadid heeft ook twee oudere halfzussen via haar vaders kant. Hadid heeft de ziekte van Hashimoto.
Na het afronden van de middelbare school in 2013 verhuisde ze naar New York om forensische psychologie te studeren aan The New School, maar stopte om zich te richten op haar carrière als model.
Hadid had van 2015 tot 2021 met enige onderbrekingen een liefdesrelatie met Zayn Malik. Op 19 september 2020 verwelkomde ze samen met Zayn Malik hun dochter Khai Hadid Malik. Eerder had ze relaties met Cody Simpson en Joe Jonas. 

## Carrière
Als tweejarig kind werd ze voor het eerst voor de camera geplaatst. In 2011 tekende Hadid voor IMG Models. Ze werd het gezicht van een Guesscampagne in 2012.
In 2016 won Hadid de 'international model of the year' bij de British Fashion Awards. In vier jaar heeft Hadid 35 keer op de cover van internationale Vogue magazines gestaan.
Hadid speelde in twee clips van Cody Simpson, namelijk Surfboard en Flower.
Ze speelde in Zayn Malik's clip "Pillowtalk". Ook speelde ze in de videoclip van de Schotse dj Calvin Harris "How Deep Is Your Love".

## Filmografie
| Film          | Film                                 | Film            | Film             |
| Jaar          | Productie                            | Rol             | Opmerkingen      |
| ------------- | ------------------------------------ | --------------- | ---------------- |
| 2018          | Pirelli Calendar                     | Haarzelf        | Korte film       |
| 2018          | Ocean's 8                            | Haarzelf        |                  |
| 2015          | Those Wrecked by Success             | Zichzelf        | Film van 7 min.  |
| 2011          | Virgin Eyes                          | Andrea          | Film van 23 min. |
| Televisie     |                                      |                 |                  |
| Jaar          | Productie                            | Rol             | Opmerkingen      |
| 2016          | American Music Awards                | Presentatrice   |                  |
| 2016          | iHeart Radio Much Music Video Awards | Presentatrice   |                  |
| 2016          | Lip Sync Battle                      | Zichzelf        | Eén aflevering   |
| 2016          | RuPaul's Drag Race                   | Jurylid         | Eén aflevering   |
| 2016          | Masterchef                           | Zichzelf        | Eén aflevering   |
| 2012-2016     | The Real Housewives of Beverly Hills | Zichzelf        |                  |
| Muziekvideo's |                                      |                 |                  |
| Jaar          | Titel                                | Artiest         | Rol              |
| 2014          | Surfboard                            | Cody Simpson    | Zichzelf         |
| 2014          | Simplethings                         | Miguel (zanger) | Love Interest    |
| 2015          | Bad Blood                            | Taylor Swift    | Slay-Z           |
| 2015          | Flower                               | Cody Simpson    | Zichzelf         |
| 2015          | How Deep Is Your Love                | Calvin Harris   | Verliefd meisje  |
| 2015          | Cake by the Ocean                    | DNCE            | Regisseur        |
| 2016          | Pillowtalk                           | Zayn Malik      | Zichzelf         |

- Gemeinsame Normdatei: 1306308682
- Nationale Bibliotheek van Letland: 000341868
- MusicBrainz: 8dc006dc-8d69-4407-8ca7-1ed0d253db6e
- Virtual International Authority File: 1489150869794422190006